# Firmenich
Firmenich SA è una azienda privata svizzera attiva nel settore dei profumi e degli aromi, la più grande società privata del settore, e la seconda al mondo nel 2017, ha creato numerosi profumi in oltre 100 anni, e ha prodotto una serie di aromi utilizzati ogni giorno da milioni di consumatori.
L'azienda è stata fondata con il nome Chuit & Naef nel 1895 a Ginevra dal chimico Philippe Chuit (1866–1939) e dall'uomo d'affari Martin Naef (1869–1954). Fred Firmenich (1874–1953) si unì a loro nel 1900 e successivamente diventò il socio di maggioranza. L'azienda fu successivamente ribattezzata Firmenich SA.
Nel 1939, il direttore della sezione ricerca e sviluppo dell'azienda, Lavoslav Ružička, ha vinto il premio Nobel per la chimica.
In tutto il mondo, nel 2020 impiega circa 10000 persone in 63 sedi. Fra i maggiori concorrenti dell'azienda si possono citare Givaudan, International Flavors and Fragrances e Symrise. L'azienda ha rilevato il marchio Noville nel 2006 e il marchio Danisco nel 2007.
Il primo ottobre 2014 ha nominato Gilbert Ghostine nuovo CEO al posto di Patrick Firmenich, che lascia la carica dopo 12 anni per diventare vice presidente del consiglio di amministrazione.
Firmenich ha annunciato l'acquisizione di Agilex Fragrances il 14 giugno 2017, operazione completata l'11 luglio.
Il 13 dicembre 2017 ha annunciato l'acquisizione di Flavourome, un’azienda privata di aromi con sede in Sudafrica, per rafforzare la propria presenza nella regione, operazione portata a termine il 5 febbraio 2018.